# Fachklinik Schloss Bornheim

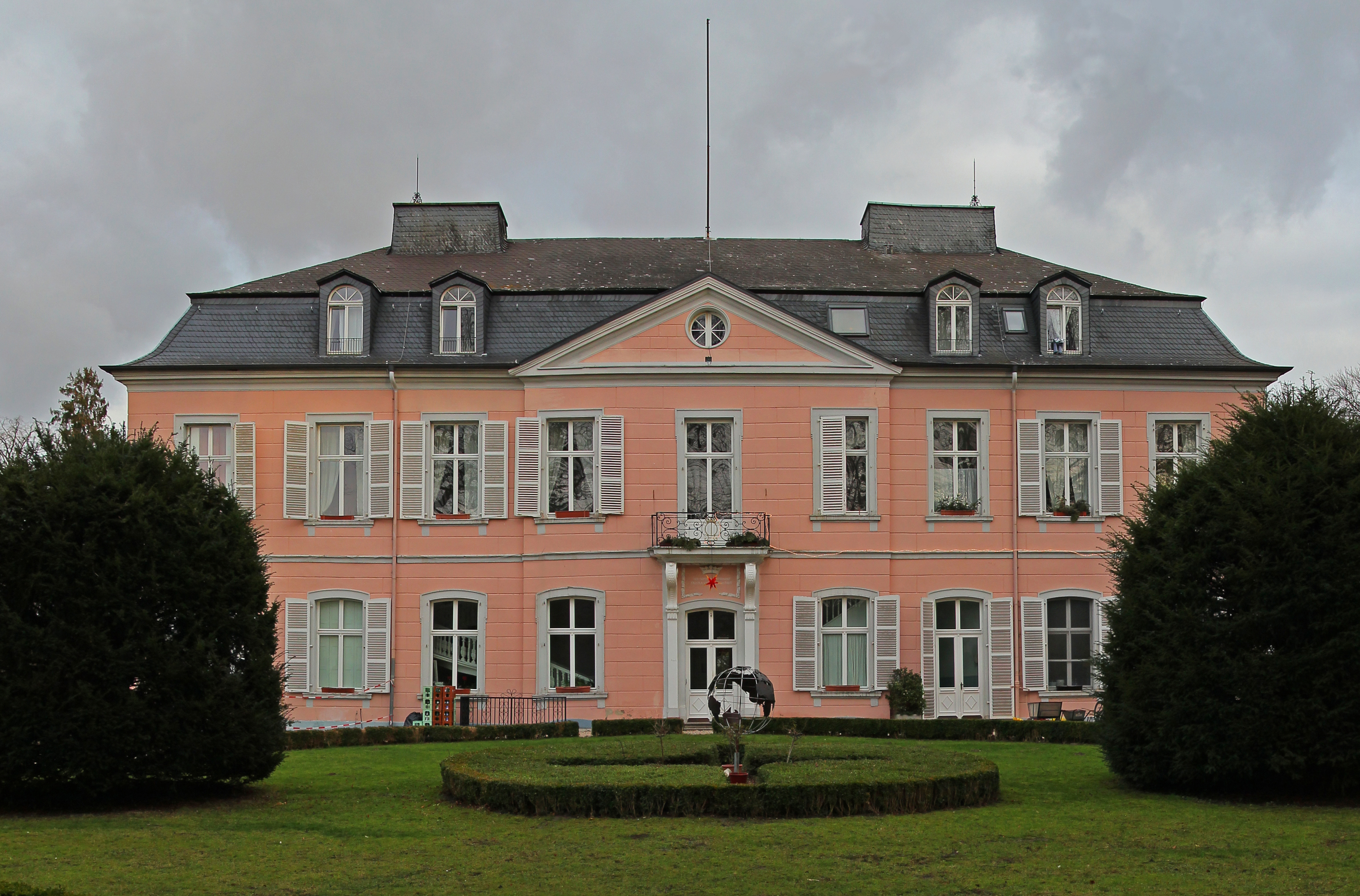
Schloss Bornheim

Die Fachklinik Schloss Bornheim war eine stationäre, medizinische Rehabilitationseinrichtung in Bornheim, im linksrheinischen Rhein-Sieg-Kreis gelegen. Träger der Einrichtung waren die Ordenswerke des Deutschen Ordens mit Sitz in Weyarn. Der Betrieb wurde zum 30. Juni 2018 eingestellt.

## Indikation und Aufnahme
Im Rahmen einer stationären Langzeittherapie wurden Menschen behandelt, die an einer Abhängigkeit von illegalen Drogen erkrankt sind. Mitbehandelt wurden Depressionen, Angststörungen und traumatische Belastungsstörungen. Es wurden auch Paare behandelt, an einer Abhängigkeit erkrankte Eltern konnten die Therapie in Begleitung ihrer Kinder absolvieren. Die Fachklinik Schloss Bornheim verfügte über 32 Behandlungsplätze sowie 4 Plätze für Kinder.

## Sonstiges
Die Fachklinik Schloss Bornheim war Mitglied im Bundesverband für stationäre Suchtkrankenhilfe e.V. Hauptleistungsträger und federführender Beleger war die Deutsche Rentenversicherung Rheinland, weiterhin die Krankenkassen und überörtlichen Sozialhilfeträger. Im Verbund mit der Schlossparkklinik in Bergisch Gladbach, dem Suchthilfezentrum in Bonn sowie der Schwarzbachklinik in Ratingen fanden jährlich Fachtagungen zu Themen rund um Abhängigkeit statt. Die Fachtagung in der Fachklinik Schloss Bornheim fand im Jahr 2013 zum Thema „Legal Highs“ statt.
Das Gebäude der Fachklinik Schloss Bornheim wurde im 18. Jahrhundert als barockes Lustschloss gebaut und steht heute unter Denkmalschutz.